# Мухаммад Белло
Мухаммад (Мухаммаду) Белло (араб. محمد بلو; нар. 3 листопада 1781 — 25 жовтня 1837) — султан Сокото в 1817—1837 роках.

## Життєпис

### Молоді роки
Походив з фульбського роду Торонкава. Син проповідника Усмана дан Фодіо та його четвертої дружини Хаува (Інна Гарка). Народився 1781 року, можливо, в селищі Дегель. Під орудою батька виховувався в державі Гобір.
1804 року разом з батьком та братами очолив повстання проти еміра Юнфу. 1809 року очолив розбудову міста Сокото, яке ненадовго стало столицею халіфату Усмана дан Фодіо. З 1810 року він відповідав за дипломатичне й політичне листування з Мухаммадом аль-Канемі з Борну.
1812 року призначається намісником східної частини халіфату. 1815 року фактично перебрав владу в державі, зробивши резиденцією місто Вурно. 1817 року після смерті батька офіційно успадкував владу, прийнявши титул султана.

### Султанування
Не зміг завадити розпочатому хаосу між прихильниками батька, що почали боротьбу між собою. В результаті держава розпалася на 4 частини. Мухаммаду бело вдалося лише приборкати свого стрийка Абдуллахі, який визнав владу султана. Натомість той отримав титул візира та в управління емірат Гванду.
Султанові довелося придушувати постійні повстання знаті хауса та нащадків повалених династій хауських держав. Тому Мухаммад белло обрав політику більш гнучкого ставлення до останніх, даючи їм змогу підтримувати свої традиції. Сам прийняв титул саркін мусулмі (володар мусульман), де саркін був традиційним титулом правителя хауса. Водночас захочував фульбе до осілого способу життя, наказуючи споруджувати нові поселення з житловими будівлями, укріпленнями (рибатами), мечетями, медресе.
Втім проти такої політики султана виступили військові очільники фульбе — Абл аль-Салам і Дан Тунку, емір Казауру. У відповідь Мухаммад Белло призначив 1819 року еміром Кано свого родича Ібрагіма Дадо, з яким завдав поразки війська Дан Тунку. Потім у битві біля Калембені спільно із стрийком Абдаллахі у 1820 році завдав поразки Абд аль-Саламу. Поступово султану вдалося відновити владу на більшій території держави, зокрема 1821 року в еміраті Зарія.
Намагався впровадити єдину систему правосуддя, заснованого на шаріаті. Створив також систему кофа, де довіренні особи місцевих емірів представляли їхні інтереси при дворі султана. Разом з тим вони відповідали за своєчасну сплату емірами данини. Також в навчанні виступав за рівний доступ до освіти чоловіків й жінок. Цьому сприяв вплив його сестри Нани Асмау.
Разом з тим намагався поширити принципи джихаду на увесь Великий Судан — до Атлантичного океану. Тому 1822 року надав допомогу тукулеру Омар Таллу, де той здобув військовий досвід. 1824 року султан прийняв у себе шотландського дослідника Г'ю Клапертона.
У 1826 році виступив проти держави Борну, спробувавши підкорити її, але зазнав тяжкої поразки. В результаті війська Борну визволили навіть раніше захоплені землі. 1829 року втрутився в суперечки в еміраті Кано, посиливши там свій вплив. Водночас спроби підкорити державу Досо не вдалися.
Після цього султан звернув увагу на південь, де через свого васала — еміра Ілоріна — діяв проти держави Ойо, з якою війна тривала у 1831—1833 роках. Водночас 1831 року створив новий емірат Міссау.
1833 року приєднав Ілорін до своєї держави. за цим завдав поразки еміру Бусси в Боргу. 1835 року було захоплено столицю Ойо — Ойо-Іле та увесь північ цієї держави. Того ж року створив новий емірат Джамаар. 1836 року придушив повстання Алі дан Якубу, саркіна Гобіру, що виступив проти Сокото спільно з туарегами та еміратом Кацина. Але султан у вирішальній битві біля Гавакуке здобув рішучу перемогу. Алі дан Якубу загинув, а решта втекло. За цим приєднав Гобір до халіфату Сокото, але залишив еміром представника правлячої династії. Втім для зміцнення тут своєї влади Мухаммад Белло наказав звести укріплення (рибат).
У 1837 року призначив візиром знатного хауса Усмана ібн Абу-Бакра, визначивши фінкції його посади та відносини з місцевими емірами. Помер Мухаммад Белло того року в Вурно. Йому спадкував брат Абу-Бакр Атіку.

## Творчість
Загалом в доробку має більше 100 творів. Був талановитим поетом, ісламським богословом та істориком. З його праць найвідомішою є історична розвідка «Інфаку'л майсурі» («Відплата удачі»), де йдеться про джихад його батька та утворення халіфату Сокото.